# Heddleichthys
Heddleichthys is een geslacht van uitgestorven sarcopterygide lobvinnige vissen, vanaf het einde van het Devoon (Famennien). Het werd ontdekt in de Dura Den-formatie in Schotland. Heddleichthys is een afgeleide tristichopteride, de eerste uit Groot-Brittannië.